# Schottenklöster
Schottenklöster (dont la signification est « monastères écossais » en allemand) est le nom donné aux fondations monastiques des missionnaires irlandais et écossais en Europe continentale pendant le Moyen Âge central, et particulièrement aux abbayes bénédictines en Allemagne méridionale et en Autriche, qui furent réunies en une seule congrégation au début du XIIIe siècle dont le supérieur était l'abbé du monastère écossais de Ratisbonne. L'un des principaux missionaires est Marianus Scottus († vers 1081), fondateur de l'abbaye Saint-Pierre de Ratisbonne. 
Citons notamment :
- l'abbaye Saint-Jacques de Constance ;
- le Schottenkloster d'Eichstätt ;
- l'abbaye Saint-Jacques d'Erfurt ;
- l'abbaye Saint-Egidien à Nuremberg ;
- l'abbaye Saint-Jacques de Ratisbonne ;
- l'abbaye Saint-Pierre de Ratisbonne ;
- le Schottenstift de Vienne ;
- l'abbaye Saint-Jacques de Wurtzbourg.